# Gaidropsarus guttatus
Gaidropsarus guttatus — вид тріскоподібних  риб родини миневих (Lotidae).

## Поширення
Вид зустрічається на сході Атлантики (біля берегів Мадейри, Азорських островів, Канарських островів).

## Опис
Забарвлення тіла темно-коричневе, інколи червонувате. Максимальна довжина тіла сягає 29 см.

## Спосіб життя
Мешкає у прибережних водах на глибині 5-10 м. Живиться десятиногими ракоподібними і водоростями.